# Marsden (Saskatchewan)
Marsden es un pueblo canadiense situado en la provincia de Saskatchewan.

## Superficie
Marsden tiene una superficie de 0,79 km².

## Demografía
En 2021, tenía 281 habitantes, una densidad poblacional de 354,2 hab./km², y 121 viviendas.